# دیمیتری براندزا
دیمیتری براندزا (انگلیسی: Dimitrie Brândză؛ ۲۲ اکتبر ۱۸۴۶ – ۱۵ اوت ۱۸۹۵) زیست‌شناس، و گیاه‌شناس اهل رومانی بود.
زنبق براندزا از او نام گرفته است.